# Васильева-Шведе, Ольга Константиновна
Ольга Константиновна Васи́льева-Шве́де (урожд. Афанасьева; 1896—1987) — российский филолог-романист, кандидат филологических наук, профессор. Труды по грамматике иберо-романских и баскского языков, по испанской, португальской и бразильской литературе.

## Биография
Родилась в Тифлисе в 1896 году. Училась на Высших женских («Бестужевских») курсах у В. Ф. Шишмарёва и на отделении романо-германской филологии Петроградского университета (1915—1918). Работала в различных академических институтах и учреждениях культуры Ленинграда, преподавала испанский язык в ЛГУ и других ленинградских вузах. С 1935 г. — на постоянной работе на кафедре романо-германской филологии ЛГУ (по приглашению В. Ф. Шишмарёва); считалась одним из лучших отечественных преподавателей-испанистов. По её инициативе также создано португальское отделение ЛГУ. Автор известной двухтомной «Теоретической грамматики испанского языка» (написанной при участии Г. В. Степанова).

## Семья
Первый брак (1918) с Валентином Венедиктовичем Васильевым (1895—1928), второй (1941) — с контр-адмиралом Евгением Евгеньевичем Шведе (1890—1977). Дочь — Васильева Татьяна Валентиновна (1921 г. р.)